# 武剑西
武剑西（1899年—1973年）本名武兆镐，又名彼得拉舍夫斯基（Petraschewski）、吴觉先，河南省巩县（今巩义市）人。中国共产党早期党员，共产国际情报人员，中华人民共和国出版界人物。中国最早介绍相对论的人之一。

## 生平
1914年后，考入河南留学欧美预备学校（今河南大学的前身）德文科，1919年毕业后到上海同济医工专门学堂（今同济大学的前身）学习土木建筑。 在上海期间，翻译鲁道夫·莱默尔的《往相对论去的路》（Wege zur Relativitätstheorie）、爱因斯坦的《能媒与相对性说》等文章，是中国最早介绍相对论的人之一。1923年从中国去德国，12月11日抵达德国哥廷根，在哥廷根大学研究院学习数理。在德国哥廷根期间，经朱德、孙炳文介绍（一说由朱德介绍），加入中国共产党，成为中共旅德支部成员，属哥廷根小组。
1925年8月赴苏联莫斯科，与朱德等人接受苏联红军参谋总部特种军事训练，训练结束后留在共产国际，任东方问题报告人及中共代表团翻译、秘书。1927年1月，进入共产国际执行委员会东方书记处情报部任情报顾问，曾参加共产国际执行委员会政治书记处会议，并列席中共六大、出席共产国际第六次代表大会。1928年8月21日，在共产国际第六次代表大会第40次会议上代表中共代表团发表声明，明确反对托洛茨基主义。
1930年返回上海，负责共产国际远东局的秘密任务，并同冯雪峰等人领导中央文委的工作。1933年调到中央特科。1934年奉共产国际远东局之命从上海到北平，参与领导了一二·九运动。他先后翻译了马克思的《黑格尔法哲学批判导言》、H.Cunow的《经济通史》等著作，还曾撰文批判李季的庸俗辩证法，将李季与托洛茨基并称。期间一度与中共党组织失联。
1937年抗日战争全面爆发后，奉八路军西安办事处委派，到国民政府军事委员会委员长天水行营、洛阳第一战区长官司令部、河南省政府开展统战和情报工作。1946年在任河南大学教授期间，由中共晋冀鲁豫城工部开封工委书记郭有义批准重新加入中国共产党，并且领导学生运动工作。1949年参与策动河南省政府主席张轸起义。
中华人民共和国初期，任武汉大学教授兼中南军政委员会宣传部处长。1953年调任中央人民政府高等教育部教学指导司副司长，后任商务印书馆总经理兼总编辑、高等教育出版社社长兼总编辑、人民教育出版社社长兼总编辑等职务。曾经受中共中央委托，翻译《马克思恩格斯论宗教》等书。文革爆发后受到冲击，后获得“解放”。
1973年，武剑西逝世。
武兆镐家书（Zhaohao Wu letters, 1923-1929）现存美国哥伦比亚大学珍本和手稿图书馆（Rare Book & Manuscript Library|Columbia University Libraries），共29封。系张纯明（Chun-Ming Chang）于1977年捐赠。内容除武兆镐的家务外，还涉及中共旅德支部、五卅运动、共产国际、国际反帝同盟第一次代表大会、莫斯科中山大学等，及孙炳文、邢之桢、冀朝鼎、施滉、徐永瑛、李道煊等人物。

## 家庭
- 弟：武兆發[1]
- 子：武宗夏[1]